# Georg der Dicke von Gemmingen
Georg der Dicke von Gemmingen (geb. vor 1399; gest. nach 1426) war ein deutscher Reichsritter. Er entstammte dem Ast der Velscher der Freiherren von Gemmingen. Er war im frühen 15. Jahrhundert kurzzeitig Besitzer der Burg Cornweiler und hatte u. a. Besitz in Frankenbach, Wössingen, Gemmingen und Weiler.

## Leben

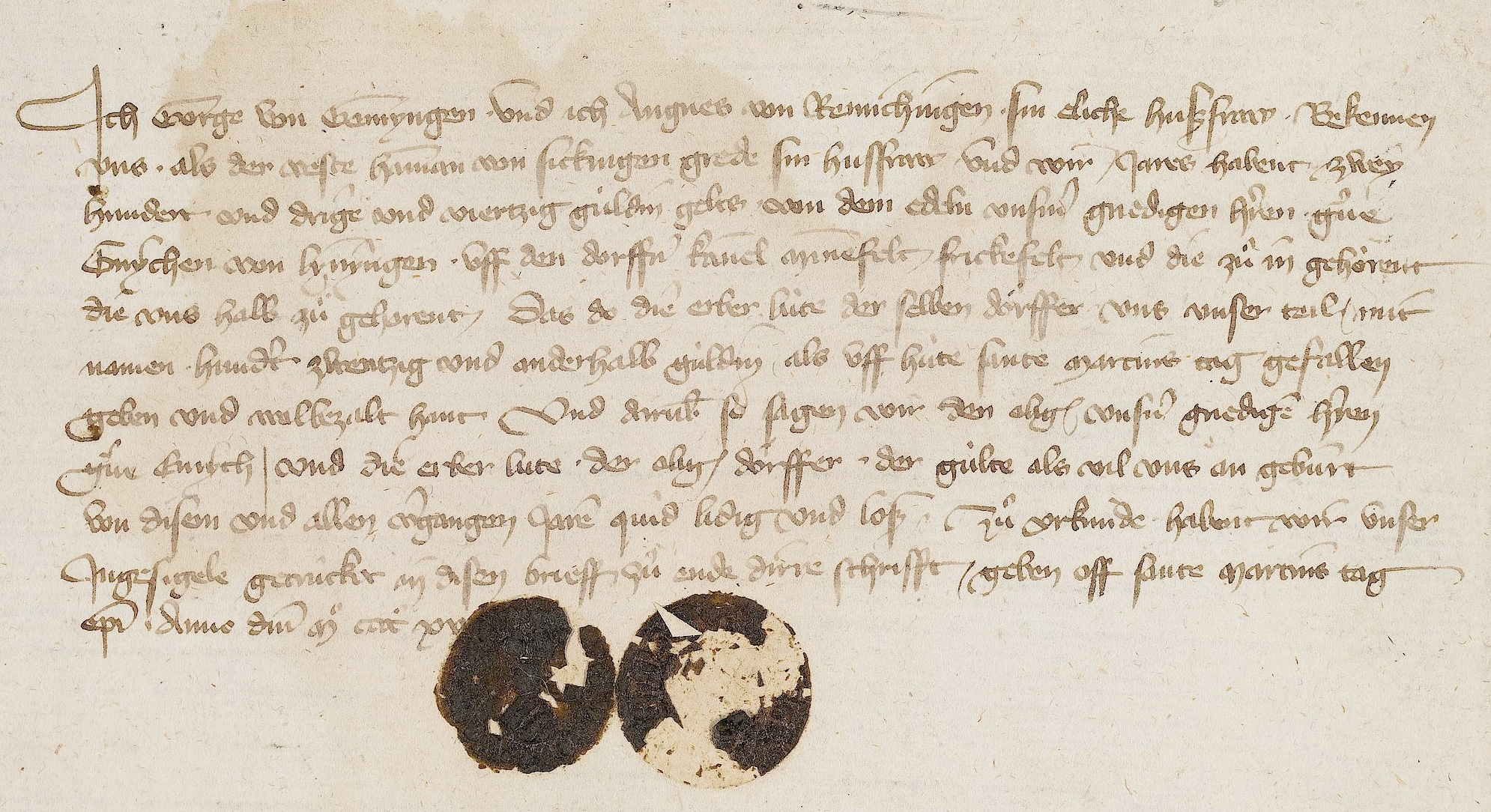
Georg von Gemmingen und seine Ehefrau Agnes von Remchingen bescheinigen auf Martinstag 1415 dem Grafen Emich VII. von Leiningen-Hardenburg den Empfang der Hälfte des anfallenden Jahreszinses der Dörfer Kandel, Minfeld und Freckenfeld.

Er war ein Sohn des Triegel von Gemmingen und war verheiratet mit Agnes von Remchingen. 1399 kam er mit Bischof Raban von Helmstatt überein, gemeinsam mit seinem Onkel Hans († 1409) die ihnen verpfändete wüste Altenburg bei Bruchsal wiederherstellen zu lassen. 1408 forderten sie das Pfand wieder ein. Georg erwarb 1411 von Hans von Remchingen die Burg Cornweiler, verkaufte sie jedoch schon im Folgejahr an den Grafen von Württemberg. Zwischen Georg von Gemmingen und den Herren von Remchingen entbrannte unterdessen ein Streit um die gegenseitigen Ansprüche auf das Dorf Frankenbach, der 1414 von Pfalzgraf Ludwig, dem Bischof von Verdun und einer Gruppe adliger Räte zugunsten derer von Remchingen entschieden wurde. 1415 erteilte Eberhard von Württemberg Georg dem Dicken die Erlaubnis, seine württembergischen Lehen an Eberhard von Gemmingen und Eberhard von Neipperg um 800 Gulden zu verpfänden. 1426 traten Georg von Gemmingen und seine Frau Agnes von Remchingen ihren Anteil an Frankenbach und ihr Viertel an Wössingen, Gemmingen und Weiler an Heinrich von Remchingen ab. 1434 und 1435 wird jeweils noch seine Frau anlässlich verschiedener Rechte erwähnt, Georg selbst könnte damals bereits verstorben gewesen sein.

## Familie
Georg war mit Agnes von Remchingen verheiratet und hinterließ wohl nur Töchter. Die Töchter Agnes, Anna und Margareth gelten als gesichert, die 1480 erwähnte Werntraut ist von den Umständen her zugeschrieben.
Nachkommen:
- Anna († 1462) ⚭ Eberhard von Husenstein
- Agnes († 1460) ⚭ Nicolaus Krieger von Durmstein
- Margareth ⚭ Wolf von Blankenstein
- Werntraut ⚭ Hans Dierner von Königsbach